# Crosse de fougère

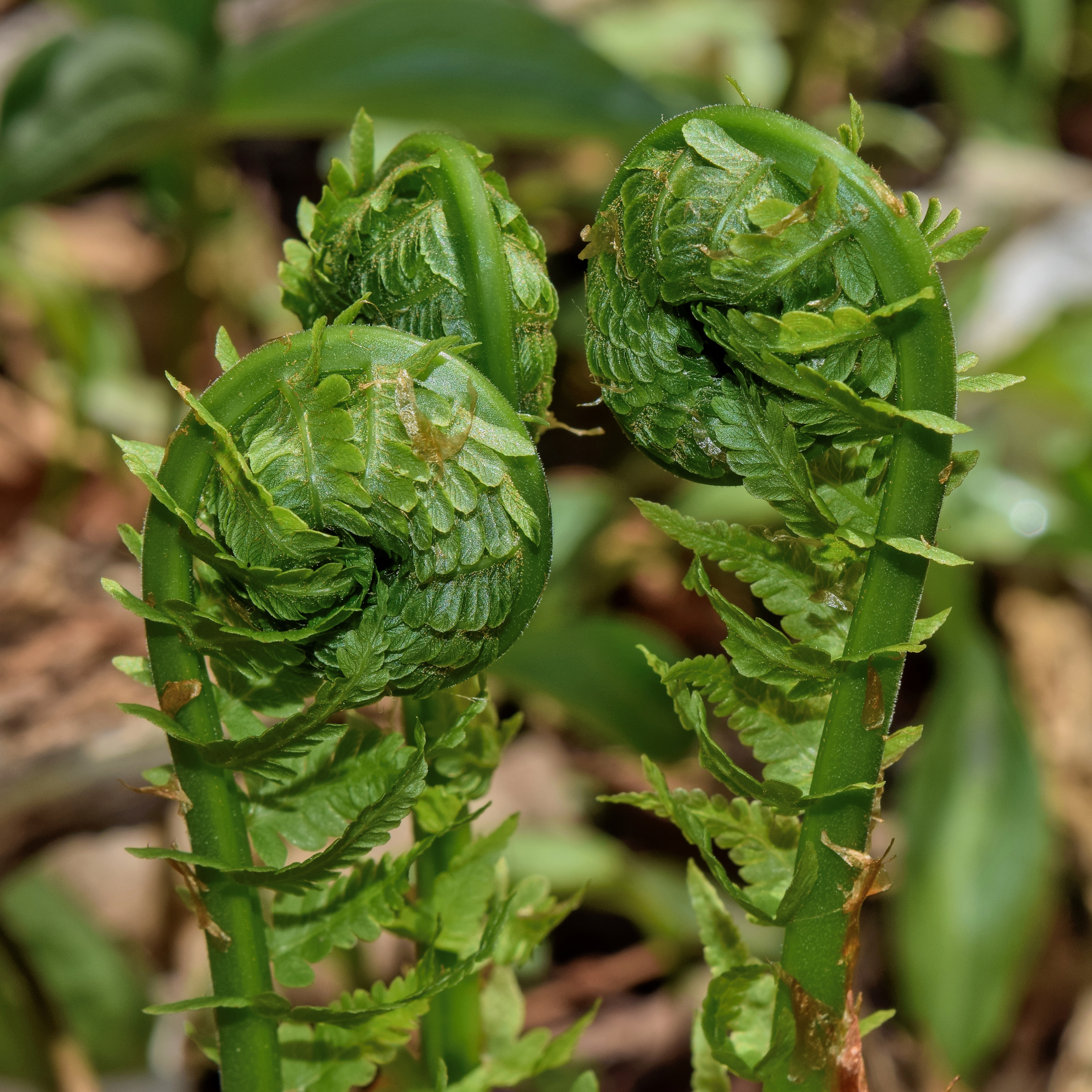
Jeune fronde de fougère enroulée en crosse

Les crosses de fougère ou têtes de violon (ou tête-de-violon, sans « s » à « violon » en cas de pluriel), est le nom donné au Canada aux jeunes pousses de fougères comestibles, principalement la fougère-à-l'autruche.

## Étymologie
Son nom lui vient du fait que lorsque les jeunes frondes commencent à pousser, elles ont la forme d'une crosse de violon (préfoliaison circinée), qui se déroule ensuite progressivement. Bien qu'il s'agisse d'un calque de l'anglais « fiddlehead », son usage est accepté tant dans le langage courant que pour l’étiquetage.